# Tố chất

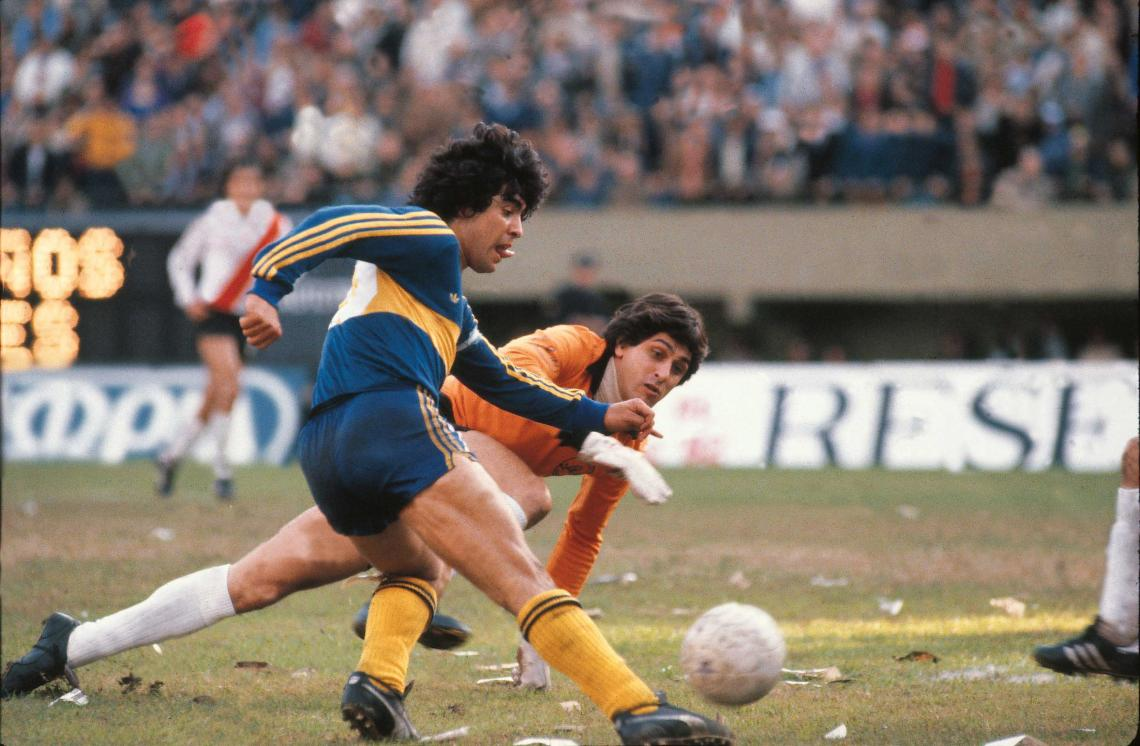
Maradona có tố chất đặc biệt của một thiên tài bóng đá, một cơ thể gọn gàng, chắc nịch, trọng tâm thấp rất phù hợp cho những pha rê bóng điêu luyện

Tố chất (Aptitude) hay phẩm chất cá nhân là một phần của năng lực để thực hiện một loại công việc nhất định ở một trình độ nhất định. Tố chất nổi bật có thể được coi là "tài năng" thiên phú hoặc một "khả năng đặc biệt". Tố chất là tiềm năng bẩm sinh để thích hợp khi thực hiện một số loại hoạt động nhất định, dù là thể chất hay tinh thần, và dù đã được phát triển hay chưa phát triển. Tố chất thường được đối lập với các kỹ năng và khả năng vì các kỹ năng, vốn được phát triển thông qua học hỏi. Tố chất là những năng lực, khả năng bẩm sinh hoặc tiềm ẩn của một người, giúp họ có thể học hỏi, tiếp thu kiến thức, kỹ năng hoặc thực hiện một công việc nào đó một cách dễ dàng và đạt hiệu quả cao hơn so với người khác. Tố chất thường là nền tảng để phát triển thành tài năng hoặc chuyên môn trong một lĩnh vực cụ thể.

## Đặc điểm
Thuật ngữ chung về tố chất khả năng đề cập đến các thành phần của năng lực được hình thành thông qua sự kết hợp của cả tố chất và kỹ năng. Theo Gladwell (2008) và Colvin (2008), thường rất khó để phân biệt ảnh hưởng của tài năng với ảnh hưởng của sự rèn luyện chăm chỉ trong trường hợp các màn trình diễn xuất sắc. Howe, Davidson và Sloboda lập luận rằng tài năng được hình thành chứ không phải bẩm sinh. Những cá nhân tài năng thường thể hiện năng lực cao ngay lập tức chỉ trong một phạm vi hoạt động hẹp thường chỉ bao gồm một định hướng hoặc thể loại duy nhất. Phẩm chất là những đặc điểm về đạo đức, tính cách, thái độ và hành vi tốt đẹp của một người, được hình thành qua quá trình giáo dục, rèn luyện và trải nghiệm. Những phẩm chất này thường mang tính bền vững, chi phối cách một người suy nghĩ, cảm nhận và hành động trong các tình huống khác nhau. Chúng thể hiện giá trị cốt lõi và bản chất của con người, những phẩm chất cá nhân có thể kể đến như trung thực, kiên nhẫn, lòng trắc ẩn, trách nhiệm, tự tin, khiêm tốn, dũng cảm, công bằng, sự tận tâm. Phẩm chất được rèn luyện, hun đúc nên bản lĩnh và ý chí.

## Nhận biết
Tố chất và chỉ số thông minh (IQ) là những khái niệm khác biệt nhưng có liên quan đến khả năng tinh thần của con người. Không giống như ý tưởng ban đầu về IQ, tố chất thường đề cập đến một trong nhiều đặc điểm khác nhau có thể độc lập với nhau, chẳng hạn như tố chất cho việc bay quân sự, kiểm soát không lưu, hoặc lập trình máy tính. Ví dụ về các bài kiểm tra năng khiếu bao gồm:
- Bài kiểm tra suy luận logic: Bài kiểm tra suy luận logic đánh giá cách bạn nhận ra sự khác biệt hoặc điểm tương đồng giữa các mẫu hình và hình dạng.
- Bài kiểm tra suy luận bằng lời: Bài kiểm tra suy luận bằng lời sẽ xác định cách bạn định nghĩa hoặc thu thập thông tin từ một đoạn văn hoặc đoạn văn ngắn.
- Bài tập khay thư đến: Còn được gọi là bài tập khay thư đến, bài tập khay thư đến nhằm xác định mức độ ưu tiên và khả năng tổ chức cần thiết của bạn tại nơi làm việc.
- Bài kiểm tra tư duy phản biện của Watson Glaser: Bài kiểm tra tư duy phản biện của Watson Glaser đánh giá khả năng phân tích bất kỳ tập hợp thông tin nào để xem bạn hiểu thông tin đó đến mức nào và rút ra kết luận logic từ đó.
- Bài kiểm tra phán đoán tình huống: Bài kiểm tra phán đoán tình huống đo lường cách bạn giải quyết vấn đề tại nơi làm việc bằng cách sử dụng các tình huống khác nhau tại nơi làm việc.
- Bài kiểm tra lý luận số: Bài kiểm tra lý luận số xác định cách bạn sử dụng số và phép tính để giải các bài toán.
- Kiểm tra lý luận sơ đồ: Kiểm tra lý luận sơ đồ cung cấp cho bạn các mẫu và sơ đồ mà từ đó bạn phải tìm bước tiếp theo trong chuỗi và cung cấp bước tiếp theo trong mẫu bằng logic.